# Бонцида (комуна)
Бонцида (рум. Bonțida) — комуна у повіті Клуж в Румунії. До складу комуни входять такі села (дані про населення за 2002 рік):
- Бонцида (2789 осіб) — адміністративний центр комуни
- Коаста (171 особа)
- Рескруч (1653 особи)
- Теушень (109 осіб)

Комуна розташована на відстані 327 км на північний захід від Бухареста, 22 км на північний схід від Клуж-Напоки.

## Населення
За даними перепису населення 2002 року у комуні проживали 4722 особи.
Національний склад населення комуни:
| Національність | Кількість осіб | Відсоток |
| -------------- | -------------- | -------- |
| румуни         | 3073           | 65,1%    |
| угорці         | 902            | 19,1%    |
| цигани         | 744            | 15,8%    |
| українці       | 1              | < 0,1%   |
| німці          | 1              | < 0,1%   |
| серби          | 1              | < 0,1%   |

Рідною мовою назвали:
| Мова      | Кількість осіб | Відсоток |
| --------- | -------------- | -------- |
| румунська | 3448           | 73,0%    |
| угорська  | 882            | 18,7%    |
| циганська | 390            | 8,3%     |
| німецька  | 1              | < 0,1%   |
| сербська  | 1              | < 0,1%   |

Склад населення комуни за віросповіданням:
| Релігія            | Кількість осіб | Відсоток |
| ------------------ | -------------- | -------- |
| православні        | 3200           | 67,8%    |
| реформати          | 1071           | 22,7%    |
| римо-католики      | 147            | 3,1%     |
| греко-католики     | 63             | 1,3%     |
| п'ятдесятники      | 62             | 1,3%     |
| баптисти           | 55             | 1,2%     |
| адвентисти         | 10             | 0,2%     |
| унітарії           | 2              | < 0,1%   |
| бретрени           | 2              | < 0,1%   |
| не релігійні       | 2              | < 0,1%   |
| атеїсти            | 2              | < 0,1%   |
| старообрядці       | 1              | < 0,1%   |
| не вказали релігію | 1              | < 0,1%   |